# Дезер, Клара
Клара Дезер (Clara Deser; род. 1961, Уолтем, Массачусетс) — американский климатолог. Доктор философии (1989), старший ученый Национального центра атмосферных исследований США (NCAR), где трудится с 1997 года, член НАН США (2021).

## Биография
Дочь Стэнли Дезера. Выросла в Ньютонвилле. С детства полюбила математику. Окончила Массачусетский технологический институт (бакалавр, 1982). Степень доктора философии по атмосферным наукам получила в Вашингтонском университете (научный руководитель — Джон Михаэль Валлас)
Фелло Американского геофизического союза (2014) и Американского метеорологического общества (2009). Являлась Walter Orr Roberts Lecturer in Interdisciplinary Sciences (2018). Отмечена Editor’s Award от Journal of Climate (1997), а также Clarence Leroy Meisinger Award (1999).
Автор около 200 рецензированных публикаций.